# Odo Russell, I Barone Ampthill
Odo Russell, I barone di Ampthill (20 febbraio 1829 – 25 agosto 1884), è stato un diplomatico inglese, primo ambasciatore inglese nell'Impero Tedesco.

## Biografia
Nacque a Firenze, figlio del generale Lord George Russell, secondogenito del VI duca di Bedford. Sua madre era Elizabeth Anne Rawdon, figlia del parlamentare John Theophilus Rawdon e nipote del I marchese di Hastings. Suo zio era il I conte Russell e due volte Primo Ministro del Regno Unito. La sua formazione, come quella dei suoi due fratelli, fu stata portata avanti interamente a casa, sotto la direzione generale di sua madre.

## Carriera nel servizio diplomatico
Nel marzo 1849 fu stato nominato da Lord Malmesbury corrispondente a Vienna. Dal 1850 al 1852 fu mandato a Parigi,  dove rimase solo due mesi, fino a quando venne ritrasferito a Vienna. Nel mese di agosto del 1854 fu trasferito a Costantinopoli, dove servì sotto Lord Stratford de Redcliffe. Dal 1858 al 1870 fu segretario di legazione a Firenze, ma venne trasferito a Roma. Durante tutto quel periodo fu il vero rappresentante anche se non ufficiale della Gran Bretagna presso il Vaticano.
Con il successo riportato con Otto von Bismarck, fu nominato ambasciatore a Berlino nel mese di ottobre 1871 e durante i suoi tredici anni a Berlino godé sempre della fiducia di Bismarck e conquistò quella della principessa ereditaria di Germania Vittoria.
Dopo che suo fratello maggiore ereditò il ducato di Bedford nel 1872, a Odo fu concesso il rango di figlio più giovane di un duca, diventando noto come Lord Odo Russell. Divenne membro del Consiglio Privato nello stesso anno. Successivamente fu nominato Cavaliere di Gran Croce dell'Ordine del Bagno nel 1874, Cavaliere di Gran Croce dell'Ordine di San Michele e San Giorgio nel 1879, ed elevato alla dignità di Pari come Barone Ampthill, nel 1881.

## Matrimonio
Il 5 maggio 1868, sposò Lady Emily Villiers, figlia di George Villiers, IV conte di Clarendon. Ebbero sei figli:
- Arthur Oliver Villiers Russell, II barone di Ampthill (1869-1935)
- Odo William Theopilus Villiers Russell (1870-1951).
- Evelyn Constance Villiers Russell (1872-1942).
- Victor Alexander Frederick Villiers Russell (1874-1965).
- Alexander Victor Frederick Villiers Russell (1874-1965).
- Augusta Luisa Margherita Romola Villiers Russell (1879-1966).

## Morte
Morì di peritonite il 25 agosto 1884, a 54 anni, nella sua villa estiva a Potsdam, e fu sepolto il 3 settembre nella Cappella Bedford a Chenies, nello Bedfordshire. Bismarck lo considerava insostituibile. Lady Ampthill morì nel febbraio del 1927, all'età di 83 anni.

## Ascendenza
|                                  |                               |                                     | Genitori                                    |  |  | Nonni |  |  | Bisnonni                               |  |  | Trisnonni                        |  |
|                                  |                               |                                     |                                             |  |  |       |  |  | Francis Russell, marchese di Tavistock |  |  | John Russell, IV duca di Bedford |  |
|                                  |                               |                                     |                                             |  |  |       |  |  | Francis Russell, marchese di Tavistock |  |  | John Russell, IV duca di Bedford |  |
|                                  |                               | lady Gertrude Leveson-Gower         |                                             |  |  |       |  |  | Francis Russell, marchese di Tavistock |  |  |                                  |  |
| John Russell, VI duca di Bedford |                               |                                     |                                             |  |  |       |  |  | Francis Russell, marchese di Tavistock |  |  |                                  |  |
|                                  |                               | lady Elizabeth Keppel               | Willem van Keppel, II conte di Albemarle    |  |  |       |  |  |                                        |  |  |                                  |  |
|                                  |                               | lady Elizabeth Keppel               | Willem van Keppel, II conte di Albemarle    |  |  |       |  |  |                                        |  |  |                                  |  |
|                                  |                               | lady Elizabeth Keppel               | lady Anne Lennox                            |  |  |       |  |  |                                        |  |  |                                  |  |
| lord George Russell              |                               | lady Elizabeth Keppel               |                                             |  |  |       |  |  |                                        |  |  |                                  |  |
|                                  |                               | George Byng, IV visconte Torrington | George Byng, III visconte Torrington        |  |  |       |  |  |                                        |  |  |                                  |  |
|                                  |                               | George Byng, IV visconte Torrington | George Byng, III visconte Torrington        |  |  |       |  |  |                                        |  |  |                                  |  |
|                                  |                               | George Byng, IV visconte Torrington | Elizabeth Daniel                            |  |  |       |  |  |                                        |  |  |                                  |  |
| hon. Georgiana Byng              |                               | George Byng, IV visconte Torrington |                                             |  |  |       |  |  |                                        |  |  |                                  |  |
|                                  |                               | lady Lucy Boyle                     | John Boyle, V conte di Cork                 |  |  |       |  |  |                                        |  |  |                                  |  |
|                                  |                               | lady Lucy Boyle                     | John Boyle, V conte di Cork                 |  |  |       |  |  |                                        |  |  |                                  |  |
|                                  |                               | lady Lucy Boyle                     | Margaret Hamilton                           |  |  |       |  |  |                                        |  |  |                                  |  |
| Odo Russell, I barone Ampthill   |                               | lady Lucy Boyle                     |                                             |  |  |       |  |  |                                        |  |  |                                  |  |
|                                  | John Rawdon, I conte di Moira | sir John Rawdon, III baronetto      |                                             |  |  |       |  |  |                                        |  |  |                                  |  |
|                                  | John Rawdon, I conte di Moira | sir John Rawdon, III baronetto      |                                             |  |  |       |  |  |                                        |  |  |                                  |  |
|                                  | John Rawdon, I conte di Moira | Dorothea Levinge                    |                                             |  |  |       |  |  |                                        |  |  |                                  |  |
| hon. John Theophilus Rawdon      | John Rawdon, I conte di Moira |                                     |                                             |  |  |       |  |  |                                        |  |  |                                  |  |
|                                  |                               | lady Elizabeth Hastings             | Theophilus Hastings, IX conte di Huntingdon |  |  |       |  |  |                                        |  |  |                                  |  |
|                                  |                               | lady Elizabeth Hastings             | Theophilus Hastings, IX conte di Huntingdon |  |  |       |  |  |                                        |  |  |                                  |  |
|                                  |                               | lady Elizabeth Hastings             | lady Selina Shirley                         |  |  |       |  |  |                                        |  |  |                                  |  |
| Elizabeth Anne Rawdon            |                               | lady Elizabeth Hastings             |                                             |  |  |       |  |  |                                        |  |  |                                  |  |
|                                  |                               | Joseph William Hall-Stevenson       | John Hall-Stevenson                         |  |  |       |  |  |                                        |  |  |                                  |  |
|                                  |                               | Joseph William Hall-Stevenson       | John Hall-Stevenson                         |  |  |       |  |  |                                        |  |  |                                  |  |
|                                  |                               | Joseph William Hall-Stevenson       | Anne Stevenson                              |  |  |       |  |  |                                        |  |  |                                  |  |
| Frances Hall-Stevenson           |                               | Joseph William Hall-Stevenson       |                                             |  |  |       |  |  |                                        |  |  |                                  |  |
|                                  |                               | Anne Foster                         | …                                           |  |  |       |  |  |                                        |  |  |                                  |  |
|                                  |                               | Anne Foster                         | …                                           |  |  |       |  |  |                                        |  |  |                                  |  |
|                                  |                               | Anne Foster                         | …                                           |  |  |       |  |  |                                        |  |  |                                  |  |
|                                  |                               | Anne Foster                         |                                             |  |  |       |  |  |                                        |  |  |                                  |  |